# Jacob Dinezon
Jacob Dinezon, también conocido como Yankev Dinezon (1851-1919), fue un autor y editor en yiddish de Lituania (entonces parte del Imperio ruso). 
Hay varias grafías del nombre de Dinezon tanto en transliteración en yiddish como en inglés. Al principio de su carrera, las publicaciones en yiddish escribieron su nombre דינעזאהן (Dinezohn). Publicaciones posteriores eliminaron la ה y deletrearon su nombre דינעזאן o דינעזאָן (Dinezon). En inglés, su nombre se escribe Dienesohn, Dinesen, Dineson, Dinezon, Dinesohn, Dineszohn, Dinezohn, Dynesohn y Dynezon.
La mayor parte de su carrera la dedicó a promover el estatus literario del idioma yiddish, apoyando y colaborando en la creación de prosa, poesía, revistas y antologías en yiddish. Formó parte de un grupo activo de autores yiddish, incluidos sus colegas y amigos Isaac Leib Peretz , Sholem Aleichem y Sholem Abramovitsh (Méndele Móijer Sfórim), considerados los escritores clásicos de la literatura yiddish moderna.
Se le acredita como el autor de la primera novela superventas en yiddish y el primer romance judío realista. Durante su vida, escribió varias novelas y cuentos sobre la vida judía en el Imperio ruso con escenas de entornos urbanos y de la vida en los shtetl  Dinezon fue un agudo observador de los cambios sociales que se extendían por las comunidades judías de su época. Sus historias a menudo describían los conflictos emocionales que surgían del encuentro entre las normas sociales y religiosas tradicionales y las ideas modernas de la Ilustración judía.

## Legado
Tras la muerte de Dinezon, se descubrieron varios manuscritos inéditos en su apartamento. En honor al décimo aniversario de la muerte de Dinezon, Ahisefer Publishing en Varsovia publicó una colección de sus cuentos y novelas en forma de libro.
El Holocausto tuvo un efecto perjudicial en la reputación literaria de Dinezon. Su vasto archivo se perdió y la desaparición del yiddish disminuyó aún más su legado. En 1956, el historiador literario yiddish Shmuel Rozshanski trató de rectificar esta situación publicando Yaakov Dinezon: Di mame tsvishn unzere klasikers ( Jacob Dinezon: The Mother Among Our Classic Yiddish Writers ). Sin embargo, a principios del siglo XXI, ninguna de las obras fundamentales de Dinezon se había traducido al inglés.